# 下名古屋
下名古屋（しもなごや）は、愛知県名古屋市の地名。廃止後制定の行政区では、同市西区に相当する。

## 歴史

### 沿革
- 1878年（明治11年）12月28日 - 愛知郡名古屋村の一部により、同郡下名古屋村が成立[2]。
- 1889年（明治22年）10月1日 - 合併に伴い、愛知郡那古野村大字下名古屋となる[2]。
- 1898年（明治31年）8月22日 - 合併に伴い、名古屋市大字下名古屋となる[2]。
- 1901年（明治34年）4月17日 - 『なごやの町名』では那古野町・早苗町・菊井町・上畠町・千歳町・馬喰町にそれぞれ編入され、消滅したとする[2]。
- 1902年（明治35年） - 『角川日本地名大辞典』では那古野町・早苗町・菊井町にそれぞれ編入され、消滅したとする[1]。

### 字一覧
1932年（昭和7年）発行『明治十五年愛知県郡町村字名調』による愛知郡下名古屋村の字一覧。
- 台（うてな）[3]
- 八反田（はったんだ）[3]
- 菊井（きくい）[3]
- 白山（しらやま）[3]
- 切戸（きれと）[3]
- 仏法寺（ぶっぽうじ）[3]
- 元苗代（もとなわしろ）[3]
- 二軒家（にけんや）[3]
- 五反田（ごたんだ）[3]
- ダキ[3]